# Bao'ai
Bao'ai (kinesiska: 剥隘, 剥隘镇) är en köping i Kina. Den ligger i provinsen Yunnan, i den sydvästra delen av landet, omkring 360 kilometer öster om provinshuvudstaden Kunming. Antalet invånare är 21 171. Befolkningen består av 10 516 kvinnor och 10 655 män. Barn under 15 år utgör 22,0 %, vuxna 15-64 år 70 %, och äldre över 65 år 6,0 %.
Genomsnittlig årsnederbörd är 1 634 millimeter. Den regnigaste månaden är juni, med i genomsnitt 349 mm nederbörd, och den torraste är februari, med 18 mm nederbörd.